# Antistrophe serratifolia
Antistrophe serratifolia là một loài thực vật có hoa trong họ Anh thảo. Loài này được (Bedd.) Hook.f. mô tả khoa học đầu tiên năm 1876.